# Stumpffia froschaueri
Stumpffia froschaueri — вид жаб родини карликових райок (Microhylidae). Описаний у 2020 році.

## Назва
Вид названо на честь німецького друкаря Крістофа Фрошауера (1490—1564), який видав Цюрихську Біблії, повний переклад Біблії німецькою мовою. Прізвище Фрошауер перекладається як «людина з жаб'ячої заплави». Крім того друкар підписував свої книги печаткою, на якій зображені жаби під деревом у пейзажі.

## Поширення
Ендемік Мадагаскару. Відомий лише з північно-західної частини острова. Його ареал обмежений трьома лісовими масивами Анкетсакелі, Анкарафа та Ангороні. Живе у тропічних вологих низовинних лісах на висотах 100—340 м над рівнем моря.

## Опис
Карликова жаба, завдовжки 9-13 мм. Забарвлення коричневе з невиразним темним малюнком і без контрастного вентрального забарвлення. На боках є нечіткі білі плями.

## Спосіб життя
Активні особи були знайдені вдень у лісовій підстилці